# Milltown (Galway)
Milltown (Iers: Baile an Mhuillin) is een klein dorp met ongeveer 200 inwoners in het graafschap Galway. Het ligt in het noorden van Galway, aan de grens met Mayo.
Milltown ligt aan het traject van de voormalige spoorlijn Sligo - Limerick. Tussen 1894 en 1963 stopten er treinen in het dorp. De plannen om de lijn weer in gebruik te nemen zijn voorlopig beperkt gebleven tot het deel tussen Athenry en Limerick. 